# Wyeomyia gutierrezi
Wyeomyia gutierrezi är en tvåvingeart som beskrevs av Duret 1971. Wyeomyia gutierrezi ingår i släktet Wyeomyia och familjen stickmyggor.
Artens utbredningsområde är Costa Rica. Inga underarter finns listade i Catalogue of Life.